# 쑹쯔량
쑹쯔량(宋子良, 1903년 3월 27일~1987년 5월 11일)은 중화민국(타이완)의 실업가, 은행가, 정치인 겸 외교관이며 저술가이다. 국민정부 대륙 본토 시대 중화민국 외교부 총무국장 겸 사정국장 직책을 지냈다.

## 생애
청나라 장쑤성 상하이(지금의 중화인민공화국 상하이) 출신으로 중화민국 외교부 총무국장 겸 사정국장을 지냈다.
1979년 파킨슨병이 발병하였고 1983년 만성 폐부전증이 발병하여 투병하다가 결국 1987년 5월에 파킨슨병과 만성 폐부전증의 합병증으로 인하여 미국 뉴욕주 뉴욕 시티에서 향년 84세로 별세하였다.

## 가족 및 친척 관계
- 아버지: 쑹자수(宋嘉樹, 1863년 2월 출생 ~ 1918년 5월 3일 사망.[1] 개신교 감리회 목사.)
  - 누나: 쑹아이링(宋靄齡, 1888년 6월 24일 ~ 1973년 10월 18일.[2] 쿵샹시의 부인.)
  - 자형: 쿵샹시(孔祥熙, 1881년 9월 11일 ~ 1967년 8월 16일. 전직 중화민국 중앙은행 총재. 쑹아이링의 부군.)
  - 누나: 쑹칭링(宋慶齡, 1890년 1월 27일 ~ 1981년 5월 29일(91세).[3] 전직 중화인민공화국 명예 국가원수 겸 중국공산당 전국인민정치협상회의 명예 의장. 쑨원의 2번째 부인이며 쑨커의 계모(繼母).)
  - 자형: 쑨원(孫文, 1866년 11월 12일 ~ 1925년 3월 12일.[4] 전직 중화민국 대통령. 쑹칭링의 부군.)
    - 법적 생질뻘: 쑨커(孫科, 1895년 10월 21일 ~ 1973년 9월 13일(77세). 쑨원의 아들. 전직 중화민국 타이완 고시원 원장.)

  - 형: 쑹쯔원(宋子文, 1891년 12월 4일 ~ 1971년 4월 26일(79세).[5] 전직 중화민국 타이완 행정원 원장.)
  - 누나: 쑹메이링(宋美齡, 1901년 3월 5일 ~ 2003년 10월 24일(102세).[6] 前 중화부녀반공연합회 회장. 장제스의 3번째 부인이자 장징궈의 계모(繼母)이며 장웨이궈의 계적모(繼嫡母).)
  - 자형: 장제스(蔣介石, 1887년 10월 31일 ~ 1975년 4월 5일(87세).[7] 전직 중화민국 타이완 총통. 중화민국 육군 대원수 예편.)
    - 법적 생질뻘: 장징궈(蔣經國, 1906년 3월 18일 ~ 1988년 1월 13일(81세).[8] 전직 중화민국 타이완 총통. 장제스의 적장자(嫡長子). 중화민국 육군 대장 예편.)
    - 법적 생질뻘: 장웨이궈(蔣緯國, 1916년 10월 6일 ~ 1997년 9월 22일(80세).[9] 전직 중화민국 타이완 국가안전회의 비서장. 장제스의 서자(庶子). 중화민국 육군 대장 예편.)

  - 남동생: 쑹쯔안(宋子安, 1906년 4월 27일 출생 ~ 1969년 2월 25일(62세) 사망.[10] 전직 홍콩 광둥 은행 총재.)

## 학력
- 중화민국 장쑤성 상하이 세인트 존스 대학교 법학과 학사
- 미국 밴더빌트 대학교 대학원 신학과 신학석사